# HMS C13
HMS C13 – brytyjski okręt podwodny typu C. Zbudowany w latach 1906–1907 w Vickers w Barrow-in-Furness. Okręt został wodowany 9 listopada 1907 roku i rozpoczął służbę w Royal Navy 19 lutego 1908 roku. 
W 1914 roku C13 stacjonował w Humber przydzielony do Szóstej Flotylli Okrętów Podwodnych (6th Submarine Flotilla) pod dowództwem LCdr. William J. Fostera. 
Okręt został sprzedany 2 lutego 1920 roku i zezłomowany.